# Segundo romance
Segundo romance (conocido también como Romance II) es el décimo álbum de estudio del cantante mexicano Luis Miguel, lanzado al mercado el 30 de agosto de 1994 a través de Warner Music Group Latina. Se trata de la continuación de Romance, su disco lanzado en 1991, y cuenta con once versiones de baladas latinas que fueron publicadas entre 1934 y 1993. Además del artista, en la producción se involucraron Juan Carlos Calderón, Kiko Cibrian y Armando Manzanero —coproductor de Romance—. Grabado a mediados de 1994 en los estudios Record Plant en Los Ángeles, California, el intérprete promocionó el álbum con una gira por Estados Unidos y Latinoamérica.
Segundo romance recibió comentarios positivos por parte de los críticos, que elogiaron la producción, la voz del cantante y la elección de canciones. El álbum ayudó a seguir con la popularidad de los boleros tal como lo había hecho su predecesor. El disco obtuvo varios reconocimientos, incluyendo un premio Grammy al «mejor álbum de pop latino». La discográfica lanzó cuatro sencillos: los primeros dos, «El día que me quieras» y «La media vuelta», alcanzaron el primer lugar en el Billboard Hot Latin Songs en Estados Unidos; en la misma lista, «Todo y nada» y «Delirio» obtuvieron el puesto tres y dieciséis respectivamente. En 1995, Segundo romance vendió más de 4 millones de copias y recibió múltiples certificaciones de platino en varios países de América Latina, Estados Unidos y España.

## Antecedentes y grabación
En 1991, Luis Miguel produjo y publicó su octavo álbum de estudio, Romance, una colección de boleros clásicos —baladas lentas «dotadas con letras románticas»—. El disco fue exitoso en Latinoamérica, ya que vendió más de 7 millones de copias en todo el mundo hasta 2004. Fue reconocido por reavivar el interés por el género del bolero, además de ser la primera producción de un artista hispanohablante en conseguir disco de oro en Brasil, Taiwán y Estados Unidos. A pesar de su éxito, el cantante no lanzó de inmediato otro álbum de boleros como su disco de seguimiento y en su lugar grabó Aries (1993), una producción que cuenta con baladas pop y canciones bailables originales con influencias del R&B. Cuatro meses más tarde, confirmó que comenzaría a grabar otra colección de boleros clásicos en marzo de 1994, con el nombre de Romance II.

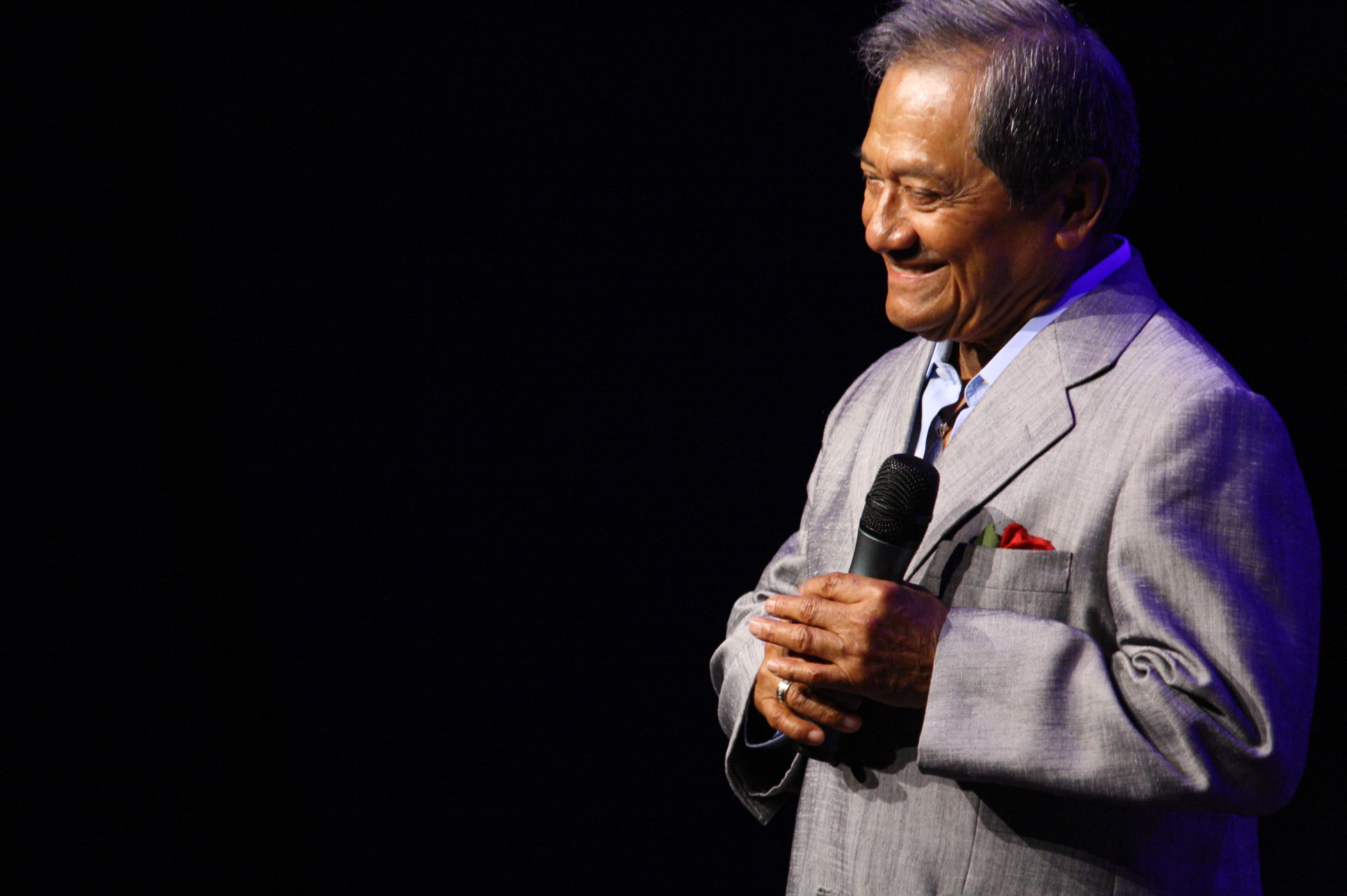
El cantautor mexicano Armando Manzanero colaboró en la producción de Segundo Romance, como había hecho con Romance. El álbum tiene versiones de tres composiciones de Manzanero: «Somos novios», «Cómo yo te amé» y «Yo sé que volverás».

Segundo romance fue grabado en los estudios Record Plant en Los Ángeles, los cuales fueron escogidos por sus instalaciones de registro de última generación. Su título fue anunciado en junio de 1994. Luis Miguel coprodujo el disco con Armando Manzanero (productor de Romance), Juan Carlos Calderón (productor de los álbumes del cantante anteriores a Romance), y Kiko Cibrian (coproductor de Aries). Manzanero ayudó con los arreglos y la selección de canciones, mientras que Calderón participó en la sección de cuerdas y Cibrian con los conceptos básicos de producción. Aunque el diario mexicano El Siglo de Torreón informó que la producción contaría con doce o catorce pistas con composiciones originales de Manzanero y Calderón, el disco contiene once versiones.
La canción «Lo mejor de mí», compuesta por Rudy Pérez, estuvo considerada para ser incluida en el álbum, pero Luis Miguel decidió no grabarla, ya que creyó que funcionaría mejor como una balada para su próximo disco y no como un bolero.

### Estilo musical
Segundo romance cuenta con once versiones de boleros y baladas latinas clásicas, la más antigua data de 1934. Los arreglos en el disco se componen de cuerdas, solos de saxofón y un piano. Además de boleros, otros estilos musicales en el álbum incluyen una versión del tango de Carlos Gardel y Alfredo Le Pera «El día que me quieras», que utiliza un bandoneón y una interpretación del tema de ranchera y bolero de José Alfredo Jiménez «La media vuelta» que incorpora trompetas, una sección de cuerdas, y guitarras españolas. Tres de las composiciones de Manzanero («Somos novios», «Como yo te amé» y «Yo sé que volverás») también son versionadas por Luis Miguel. «Solamente una vez» de Agustín Lara incluye una sección de armónica. Otros boleros del disco incluyen «Sin ti», «Todo y nada», «Historia de un amor», «Nosotros» y «Delirio».

## Sencillos
«El día que me quieras» fue lanzado como el sencillo principal del álbum el 5 de agosto de 1994. Alcanzó el primer lugar del Billboard Hot Latin Songs en Estados Unidos el 17 de septiembre de 1994 y encabezó la lista por cinco semanas. El videoclip de «El día que me quieras» contó con una orquesta compuesta por treinta y seis músicos que acompañó a Luis Miguel. Fue filmado en el Palacio de Bellas Artes de la Ciudad de México bajo la dirección de Kiko Guerrero. El segundo sencillo, «La media vuelta», se publicó en noviembre de 1994 y llegó a la cima del Hot Latin Songs el 26 del mismo mes, posición que mantuvo por tres semanas. El videoclip, dirigido por Pedro Torres y filmado en blanco y negro, muestra al cantante en un bar recordando a una mujer que lo engañó. El tercero, «Todo y nada», obtuvo el número tres del Hot Latin Songs y la primera posición del Billboard Latin Pop Airplay. Fue presentado como el tema principal de la telenovela mexicana Imperio de cristal (1994). Los tres sencillos alcanzaron el primer puesto en México. «Delirio», el cuarto sencillo del disco, logró el número dieciséis en el Hot Latin Songs; su videoclip fue filmado en Brasil.

## Promoción
Para promocionar el álbum, Luis Miguel comenzó su Segundo romance Tour con dieciséis presentaciones en el Auditorio Nacional de la Ciudad de México en agosto de 1994 ante más de 155 000 personas. El cantante se presentó a lo largo de México, Estados Unidos, Perú y Argentina; su gira concluyó en Acapulco el 31 de diciembre de 1994. El artista en la primera parte del repertorio de canciones interpretó pop y baladas contemporáneas. Durante la segunda mitad cantó boleros de Segundo romance y temas de ranchera, antes de cerrar cada concierto con «Será que no me amas», la versión en español de «Blame It on the Boogie» de The Jackson 5.
En octubre de 1995, Warner Music lanzó El concierto, un álbum en directo con una compilación de los recitales de Luis Miguel en el Auditorio Nacional en Ciudad de México y su concierto en el Estadio Vélez en Buenos Aires. Stephen Thomas Erlewine de AllMusic elogió su producción y la presentación del artista.

## Recepción de la crítica
El crítico Jose F. Promis de AllMusic le otorgó a Segundo romance cuatro estrellas y media de cinco, y lo describió como «una colección de primer nivel de los estándares latinoamericanos atemporales». Además, elogió la voz de Luis Miguel y la producción del álbum. Según Promis, el disco «posicionó a Miguel como un excelente baladista y mejoró su inmensa popularidad internacional, no solo con el mercado juvenil, sino también a un mercado mayor y más sofisticado». Enrique Lopetegui de Los Angeles Times dio al álbum tres de cuatro estrellas, diciendo que contiene «actualizaciones, versiones bien producidas de clásicos boleros románticos y tango». En la revista Américas, Mark Holston describió a Segundo romance como una «excelente reposición que cuenta con las interpretaciones de temas tan memorables como 'El día que me quieras' de Carlos Gardel e 'Historia de un amor' de Carlos E. Almaran». El revisor de Billboard Paul Verna señaló que aunque ofrecía «algunas sorpresas», él ensalzó las «versiones deliciosas y sophisti-pop de 'Nosotros' y 'Delirio'» por parte del intérprete. Mario Tarradell del Miami Herald estaba menos contento con el disco, escribió que «palidece en comparación con el original» y (a pesar de gustarle su música) la «magia se ha ido». Tarradell criticó la voz de Luis Miguel, citando «El día que me quieras» y «Solamente una vez» como ejemplos de una voz «en piloto automático», y llamó a la producción del cantante una «mala idea».
En el sitio ActualMX, Aldo Mejía elogió la producción de Armando Manzanero, «los arreglos de cuerdas» y la inclusión de la versión mariachi de «La media vuelta» de José Alfredo Jiménez. El escritor Ivan Uriel de Filmakersmovie tuvo una crítica positiva. Uriel en su reseña halagó el trabajo de los productores y la elección de canciones que «brindó un corolario interesante al disco». Aprobó la inserción de temas como «La media vuelta», «Todo y nada», «Delirio» y «El día que me quieras» que le «[imprimieron] un sello muy particular» a Segundo romance.

### Premios
En 1994, el cantante recibió un premio de la Asociación de Cronistas del Espectáculo de Argentina al mejor artista masculino por el «álbum de baladas latinas». A pesar de la competencia de Cristian Castro, Juan Gabriel, La Mafia y Plácido Domingo, quien era el favorito para ganar según John Lannert de la revista Billboard, Segundo romance ganó el premio a «mejor álbum de pop latino» en los premios Grammy de 1995. En los premios Lo Nuestro 1995, el intérprete obtuvo tres reconocimientos incluyendo «artista masculino pop del año», «álbum pop del año» para Segundo romance y «vídeo del año» para «La media vuelta». «El día que me quieras» estuvo nominado como «canción pop del año». Segundo romance fue reconocido como el «mejor álbum pop del año» de un artista masculino en los premios Billboard de la música latina de 1995, y fue nombrado como el «mejor álbum del año» por la Asociación de Cronistas de Espectáculos de Nueva York. Luis Miguel fue el «artista latino más vendido del año» en los World Music Awards de 1995.

## Recepción comercial
Segundo romance salió a la venta comercialmente el 30 de agosto de 1994. A los dos días de su lanzamiento, el álbum vendió más de 1 millón de copias en todo el mundo. En México, ese año el disco fue certificado quíntuple platino por poner a la venta 1.25 millones de unidades. En Estados Unidos debutó en el número veintinueve del Billboard 200 el 10 de septiembre de 1994, la apertura más alta en la lista en ese momento para un álbum en español. Ese día también ingresó al Billboard Top Latin Albums en el puesto siete, una semana después alcanzó el primer lugar, reemplazando a Amor Prohibido de Selena. Se mantuvo un total de veintinueve semanas no consecutivas en la cima de la lista y fue el segundo álbum latino más vendido del año por detrás de Mi tierra de Gloria Estefan. El disco encabezó el Billboard Latin Pop Albums por treinta semanas y fue el álbum de pop latino más vendido del año en Estados Unidos. Segundo romance fue certificado platino por colocar a la venta 1 millón de ejemplares y convirtió a Luis Miguel en el primer artista latino con dos discos de platino en Estados Unidos tras Romance.
El álbum también tuvo éxito en países de habla hispana. Fue certificado triple platino en Paraguay, Uruguay y Centroamérica, doble platino en Bolivia, Colombia, España, Perú y Venezuela, y platino en Ecuador. En Brasil, recibió disco de oro por la venta de 50 000 unidades. Alcanzó el primer lugar de las listas de álbumes de Chile, y obtuvo séxtuple platino por poner a la venta 150 000 ejemplares. En Argentina, fue certificado once veces platino y más tarde recibió disco de diamante por la venta de 500 000 copias. Hasta 1995 Segundo romance había vendido más de 4 millones de unidades en el mundo.

## Impacto y álbumes posteriores

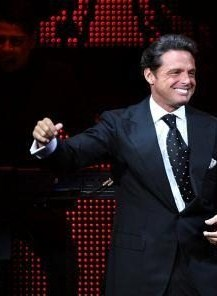
Después del éxito de Romance, Luis Miguel se animó a grabar tres discos más de boleros: Segundo romance, Romances y Mis romances.

Al igual que su predecesor, Romance, Segundo romance siguió reviviendo el interés por el género del bolero. En la revista Américas, Mark Holston escribió que el álbum «demuestra una vez más que el bolero está de vuelta, su corazón late tan fuerte como siempre, su alma vive con pasión tropical, una música para siempre y de todos los tiempos». Según Enrique Lopetegui de Los Angeles Times, ambos álbumes «crearon un renacimiento del bolero que había pasado de moda, basado en la cadena de mensajes románticos de amor no correspondido, adoptado incluso por los oyentes jóvenes». Ed Morales escribió en su libro, The Latin Beat: The Rhythms And Roots Of Latin Music From Bossa Nova To Salsa And Beyond, «más allá de ser meramente un renacimiento, Romance y su continuación de 1994, Segundo romance fue una importante actualización del género». La editora Achy Obejas del Chicago Tribune señaló que los discos «tuvieron éxito en lugares improbables como Arabia Saudita y Finlandia». Segundo romance fue seguido por dos álbumes más de boleros: Romances (1997) y Mis romances (2001). En 1998, WEA Latina publicó un álbum recopilatorio de tres discos titulado Todos los romances, que contiene todas las pistas de los álbumes de Romance.

## Lista de canciones
| N.º   | Título                  | Escritor(es)                         | Año de composición | Duración |  |
| 1.    | «El día que me quieras» | Carlos Gardel, Alfredo Le Pera       | 1934               | 4:00     |  |
| 2.    | «Sin ti»                | Pepe Guízar                          | 1940               | 3:03     |  |
| 3.    | «Somos novios»          | Armando Manzanero                    | 1968               | 3:11     |  |
| 4.    | «La media vuelta»       | José Alfredo Jiménez                 | 1963               | 2:41     |  |
| 5.    | «Solamente una vez»     | Agustín Lara                         | 1941               | 3:00     |  |
| 6.    | «Todo y nada»           | Vicente Garrido                      | 1957               | 3:39     |  |
| 7.    | «Historia de un amor»   | Carlos Eleta Almarán                 | 1955               | 3:52     |  |
| 8.    | «Cómo yo te amé»        | Armando Manzanero                    | 1986               | 3:34     |  |
| 9.    | «Nosotros»              | Pedro Junco                          | 1943               | 4:00     |  |
| 10.   | «Yo sé qué volverás»    | Armando Manzanero, Luis Pérez Sabido | 1993               | 3:35     |  |
| 11.   | «Delirio»               | César Portillo de la Luz             | 1956               | 4:34     |  |
| 38:57 |                         |                                      |                    |          |  |

## Créditos y personal
Los siguientes son los créditos de AllMusic y de las notas de Segundo romance:

### Créditos
- Robbie Buchanan: piano, teclados
- Jodi Burnett: chelo
- Kenneth Burward-Hoy: viola
- Andrea Byers: violín
- Darius Campo: violín
- Kiko Cibrian: guitarra acústica («Delirio», «Historia de un amor», «Todo y nada»), coproductor
- Luis Conte: percusión
- Larry Corbett: chelo
- Rollice Dale: viola
- Isabelle Daskoff: violín
- Mario de León: violín
- Brian Dembow: viola
- George Doering: guitarra acústica
- Bruce Donnelly: chelo
- Kirstin Fife: violín
- Ramón Flores: trompeta («La media vuelta»)
- Matt Funes: viola
- Harris Goldman: violín
- Joseph Goodman: violín
- Endre Granat: violín
- Gary Grant: trompa
- Jerry Hey: trompa
- Dan Higgins: trompa
- Tiffany Hu: violín
- Paul Jackson, Jr.: guitarra eléctrica
- Anne Karam: chelo
- Suzie Katayama: chelo
- Leslie Kats: violín
- Armen Ksadjikian: chelo
- Natalie Leggett: violín
- Brian Leonard: violín
- Francisco Loyo: piano, teclados («El día que me quieras»)
- Michael Markman: violín
- Luis Miguel: voz principal, productor principal
- Jorge Moraga: viola
- Tommy Morgan: armónica («Solamente una vez»)
- Jeff Nathanson: saxofón («Nosotros»)
- Carolyn Osborn: violín
- Delia Park: violín
- Barbara Porter: violín
- Karie Prescott: viola
- Debra Price: violín
- Bill Reichenbach Jr.: trompa
- Bill Rickenbach: viento-metal
- John "JR" Robinson: batería
- Jay Rosen: violín
- Mark Sazer: violín
- John Scanlon: viola
- Frederick Seykora: chelo
- Kwihee Shambanari: violín
- Earl Smith: oboe
- Ramón Stagnaro: vihuela, requinto
- Neil Stubenhaus: bajo eléctrico
- Jorge Travisano: bandoneón («El día que me quieras»)
- Francine Walsh: violín
- Vivian Wolf: violín
- Thomas Bowes – Coros («La media vuelta», no acreditado)
- Dan Navarro – Coros («La media vuelta», no acreditado)

### Créditos técnicos
- Craig Brock: asistente de ingeniero, asistente de mezcla
- Juan Carlos Calderón: coproductor
- Alfredo Gatica: dirección de arte, coordinador de arte
- Bernie Grundman: máster
- Brandon Harris: ingeniero, asistente de ingeniero
- Armando Manzanero: coproductor
- Brian Pollack: ingeniero, asistente de ingeniero
- Jose L. Quintana: coordinación de producción
- Rick Raponi: ingeniero, asistente de ingeniero
- Robbes Stieglitz: ingeniero, asistente de ingeniero
- Phil Smith: asistente de ingeniero
- Carlos Somonte: fotografía
- Paul McKenna: ingeniero, mezcla

## Posicionamiento en listas
| Listas (1994)                     | Mejor posición |
| --------------------------------- | -------------- |
| Chile (IFPI)                      | 1              |
| Estados Unidos (Billboard 200)    | 29             |
| Estados Unidos (Top Latin Albums) | 1              |
| Estados Unidos (Latin Pop Albums) | 1              |

| Listas (1994)                     | Mejor posición |
| --------------------------------- | -------------- |
| Estados Unidos (Top Latin Albums) | 2              |
| Estados Unidos (Latin Pop Albums) |                |

## Certificaciones
| País (organismo certificador) | Certificación | Unidades certificadas |
| --- | ------------- | --------------------- |
| Argentina (CAPIF) | Diamante      | 813 082               |
| Bolivia (IFPI) | 2× Platino    |                       |
| Brasil (Pro-Música Brasil) | Oro           | 100 000*              |
| Chile (IFPI) | 6× Platino    | 150 000^              |
| Colombia (ASINCOL) | 2× Platino    | 120 000x              |
| Ecuador (IFPI) | Platino       | 15 000x               |
| España (PROMUSICAE) | 2× Platino    | 200 000^              |
| Estados Unidos (RIAA) | Platino       | 730 000               |
| México (AMPROFON) | 5× Platino    | 1 250 000^            |
| Paraguay (IFPI) | 3× Platino    | 30 000x               |
| Perú (IFPI) | 2× Platino    | 20 000x               |
| Uruguay (CUD) | 3× Platino    | 18 000x               |
| Venezuela | 2× Platino    | 40 000x               |
| Resumen |               |                       |
| Centroamérica | 3× Platino    |                       |
| *las cifras de ventas sobre la base de la certificación por sí sola ^cifras de envíos sobre la base de la certificación por sí sola xcifras no especificadas sobre base de la certificación por sí sola |               |                       |